# Productmix
De productmix is een onderverdeling van "het product" uit de marketingmix. De onderdelen van de productmix geven de eigenschappen van het product aan.
De productmix kan onder andere in de volgende zes onderdelen worden onderverdeeld:
- Kwaliteit
- Merk
- Service
- Verpakking en vormgeving
- Garantie
- Assortimentssamenstelling